# Екатерина Черкеза
Екатерина Черкеза (рум. Ecaterina Cercheza; ок. 1620, Черкесия — после 1 марта 1666) — супруга господаря Молдавского княжества Василия Лупу знатного черкесского происхождения. По сообщению османского путешественника Эвлии Челеби, её мать была сестрой Коджи Дервиша Мехмед-паши, великого визиря Османской империи с 1653 по 1654 год, а её сестра была замужем за Ислямом III Гераем, ханом Крыма с 1644 по 1654 год. Она принимала участие в принятии личных и политических решений своим мужем и сыном Стефаницей Лупу. Известная своей благотворительной деятельностью Екатерина Черчеза была покровительницей молдавских монастырей и церквей. Она приобрела высокую репутацию благодаря своей дипломатической деятельности в периоды отсутствия мужа и сына.
В своих записках 1639 года итальянский путешественник Никколо Барзи да Лукка подробно рассказывает о путешествии Екатерины, которую он описывает как обладавшую «всеми атрибутами афродитической красоты, которые только могут быть у женщины». Историк и премьер-министр Румынии в 1931—1932 годах Николае Йорга также утверждал, что «принцесса [Екатерина], черкешенка по происхождению, была необычайно красива» и пользовалась большим уважением во всей Молдавии.

## Замужество за Василием Лупу
Происходившая из богатой кавказской черкесской семьи Екатерина родилась около 1620 года и была привезена в Молдавию в 1639 году, чтобы быть выданной за Василия Лупу, который после смерти своей первой жены Доамны Тудоски (1600-май 1639), тут же отправил посланника Николае Катарги осмотреть всю черкесскую землю в поисках невесты. Катарги заплатил 1500 дукатов в качестве приданого родителям Екатерины, прежде чем увезти её в Крым. 19 августа 1639 года они покинули Бахчисарай и направились в крепость Очаков. С разрешения Бахадыра I Герая, получившего 1000 дукатов, сотни крымских и молдавских гвардейцев сопровождали черкесскую принцессу до молдавской границы. Путешествие было прервано Насух Хусейн-пашой, бейлербеем Силистрским (1638—1640), конфликт с которым разрешился тем, что паше было уплачено 2000 дукатов. Даже на пограничном переходе в Молдавии путников встречал специальный эскорт, состоявший из придворных и высших государственных военных чинов, так как гостеприимный приём иностранных гостей представлял для них особый ритуал. 28 сентября 1639 года Екатерина наконец прибыла в столицу Молдавии. На въезде в Яссы их встретил сам Василий Лупу. Любивший роскошь правитель не скупился на предсвадебные подарки Екатерине, как и на пышный приём невесты. Её брата и служанку поселили в отдельном доме, специально построенном для них. Свадьба имела большое политическое значение.

## Государственная деятельность
Екатерина Черчеза принимала активное в политической жизни Молдавии. Она участвовала вместе с супругом во всех официальных торжествах, включая свадьбы княгинь Марии и Руксандры, судьбы которых определяла сама Екатерина. Она также делала денежные пожертвования монастырям, в том числе Голии и Хлинче. Монастырь Голия Екатерина снабдила скамьями, привезёнными из Константинополя.
Из-за борьбы за власть между Георгием Стефаном и Василием Лупу Екатерина была вынуждена перебраться в Каменец-Подольский. После низложения её супруга османами в 1653 году она укрылась в городе Сучава. Историк Георг Краусс утверждает, что, хотя она первоначально отказывалась сдаться, защищая Сучаву во время османской осады, всё же была вынуждена капитулировать и лишиться своих драгоценностей, а также пяти своих самых красивых лошадей. Затем Екатерина находилась в плену в Бистрице до 1658 года, а когда её сын взошёл на молдавский престол в ноябре 1659 года, она сопровождала его в Яссы и наблюдала за его деятельностью. В 1661 году, после смерти мужа и сына, Екатерина Черкеза переехала в Константинополь, где прожила четыре года в семейном дворце на берегу Босфора. В 1665 году она вернулась в Молдавию. Её последняя известная подпись содержится в дарственном документе, выданном 1 марта 1666 года.

## Дети
У Екатерины и Василия Лупу было трое детей: Стефаница (ум. 1661), Йоан (ум. 1648) и Александру (ум. 1648). В 1659 году Стефаница стал воеводой Молдавии под именем Стефаница Лупу.